# 大卫鼠耳蝠
大卫鼠耳蝠（学名：Myotis davidii）也称小鼠耳蝠，一种分布于中华人民共和国的蝙蝠，隶属于蝙蝠科鼠耳蝠属。本种由德国博物学家威廉·彼得斯于1869年描述发表。

## 形态特征
通体黑褐色，染有淡棕色毛尖。前臂长一般小于35毫米。翼膜附着于趾基部。

## 生活习性
大卫鼠耳蝠主要栖息于森林地带，主要捕食鞘翅目、双翅目及鳞翅目昆虫。